# 온라인 게임의 치팅

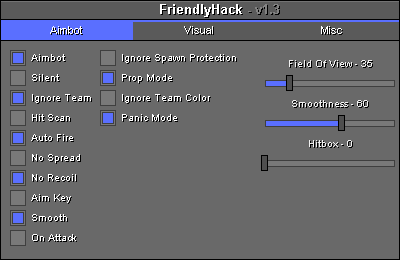
비디오 게임 치트 메뉴

온라인 게임의 치팅(Cheating in online games)은 온라인 게임에서 벌어지는 부정 행위이며, 일반적으로 서드파티 소프트웨어를 사용하여 다른 플레이어보다 불공평한 이점을 얻기 위해 게임의 규칙이나 메커니즘을 파괴하는 것이다. 치팅을 구성하는 요소는 해당 게임, 규칙, 특정 활동이 부정행위로 간주되는지 여부에 대한 합의된 의견에 따라 달라진다.
치팅은 대부분의 멀티플레이어 온라인 게임에 존재하지만 측정하기가 어렵다. 온라인 게임에서 치팅을 하는 다양한 방법은 스크립트, 봇 등의 소프트웨어 지원과 게임 내 악용을 이용하는 다양한 형태의 비신사적인 플레이 형태를 취할 수 있다. 인터넷과 다크넷은 플레이어에게 온라인 게임에서 치팅을 하는 데 필요한 방법론을 제공할 수 있으며 종종 소프트웨어를 구매할 수도 있다.
치팅 방식이 발전함에 따라 비디오 게임 배급사도 치팅 방지 방식을 비슷하게 늘렸지만 여전히 그 효과는 제한적이다. 치팅을 하는 사용자에 대한 처벌도 다양한 형태로 이루어지며, 치트를 생성하거나 사용하는 사람에 대한 법적 조치도 취해진다. 일부 국가에는 치팅을 금지하고 처벌하는 법률이 있지만, 비디오 게임 회사는 치팅을 하는 사람을 상대로 한 소송에서 저작권 침해를 언급한 이력이 있다.

## 같이 보기
- 치트키
- 블리자드 엔터테인먼트